# Jarocin

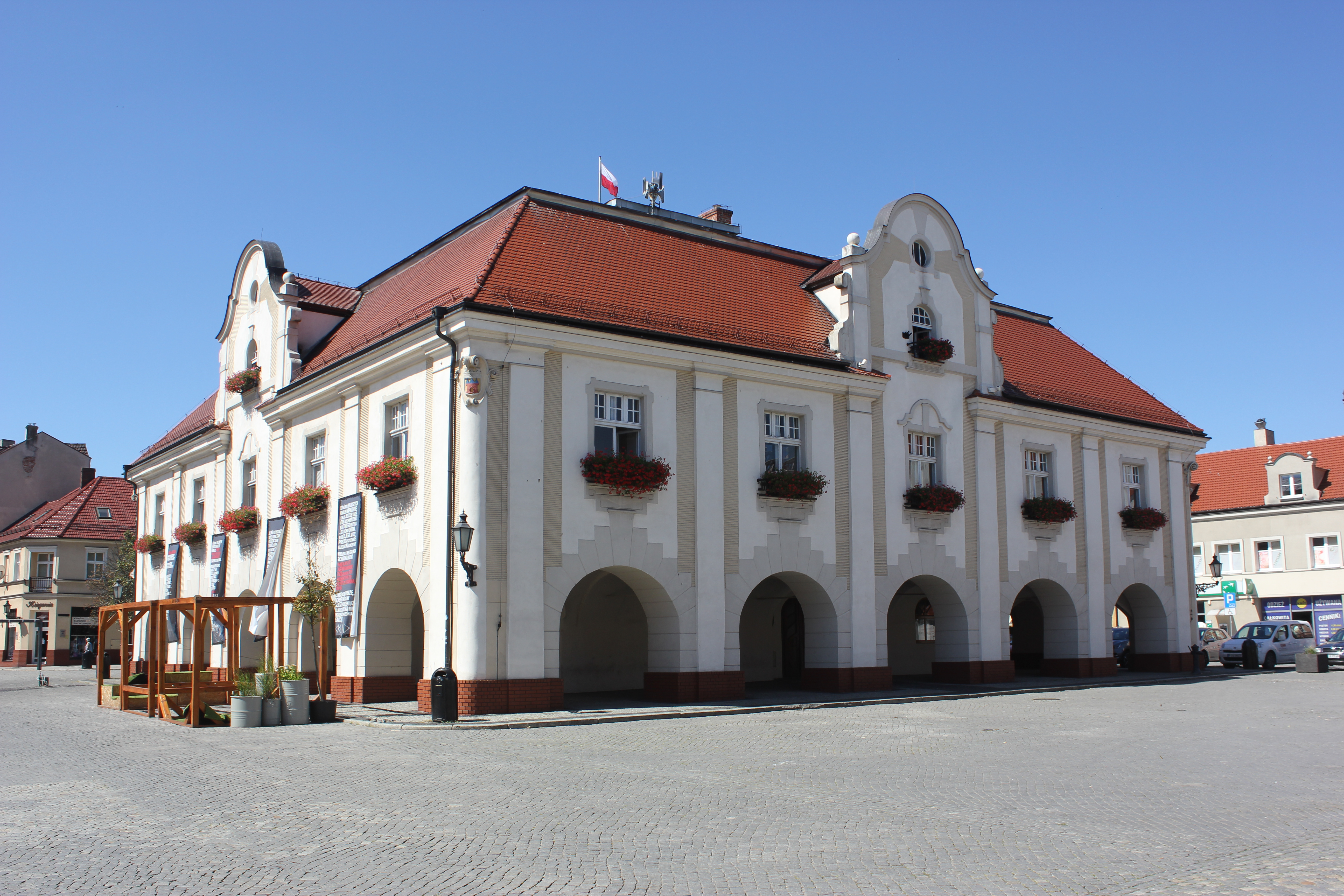
Jarocins rådhus.

Jarocin [ja'rɔʨin], (tyska: Jarotschin) (1815–1919 och 1939–1945), i äldre tyska även Kesselberg, är en stad i Storpolens vojvodskap i centrala Polen, belägen omkring 70 kilometer sydost om Poznań. Orten hade 26 155 invånare i juni 2019 och är centralort i Gmina Jarocin en stads- och landskommun med totalt 45 753 invånare. Jarocin är även huvudort i det administrativa distriktet Powiat jarociński.